# Chlorogomphus hiten
 geraadpleegd 28 februari 2021
Chlorogomphus hiten is een echte libel (Anisoptera) uit de familie van de Chlorogomphidae.
De wetenschappelijke naam van de soort werd in 2011 als Sinorogomphus hiten gepubliceerd door Sasamoto, Yokoi & Teramoto.